# Thomas Heath Haviland

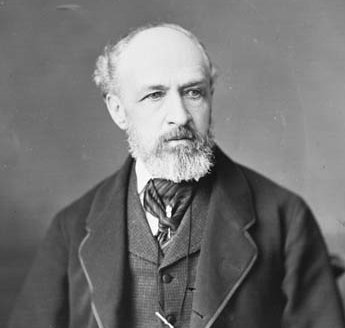
Thomas Heath Haviland

Thomas Heath Haviland, QC (* 13. November 1822 in Charlottetown, Prince Edward Island; † 11. November 1895 ebenda) war ein kanadischer Politiker. Als einer der Väter der Konföderation gehört er zu den Wegbereitern des 1867 gegründeten kanadischen Bundesstaates. Von 1873 bis 1879 war er Senator, danach amtierte er bis 1884 als Vizegouverneur der Provinz Prince Edward Island.

## Biografie
Der Sohn von Thomas Heath Haviland senior, Richter und Bürgermeister Charlottetowns von 1857 bis 1867, erhielt seine Schulbildung in Belgien, da sein Vater die Bildungsmöglichkeiten auf der Insel als ungenügend empfand. Nach seiner Rückkehr studierte Haviland Recht und erhielt 1846 die Zulassung als Rechtsanwalt. Im selben Jahr wurde er zum Abgeordneten der Legislativversammlung gewählt. Er war darüber hinaus als Direktor der Bank of Prince Edward Island, Notar und Oberst der freiwilligen Miliz tätig.
Mehrmals gehörte Haviland der Kolonialregierung an: Von April 1859 bis November 1862, für kurze Zeit im Jahr 1865, von 1866 bis 1867 und von September 1870 bis April 1872. Während dieser Zeit hatte er jeweils das Amt des Kolonialsekretärs inne, mit Ausnahme von 1865, als er Justizminister war. Außerdem war er von 1863 bis 1864 Speaker der Legislativversammlung sowie Oppositionsführer in den Jahren 1867 bis 1870. Im Oktober 1864 nahm Haviland an der Québec-Konferenz teil, wo Delegierte verschiedener Kolonien über die Schaffung eines föderalen Bundesstaates in Britisch-Nordamerika debattierten. Als die Kanadische Konföderation 1867 gegründet wurde, blieb Prince Edward Island jedoch vorerst eigenständig.
Eine durch den Bau der Prince Edward Island Railway verursachte Finanzkrise zwang die Kolonie sechs Jahre später dazu, doch noch Beitrittsverhandlungen aufzunehmen. Haviland war Mitglied der Verhandlungsdelegation in Ottawa. Im Oktober 1873, drei Monate nach dem Beitritt, wurde er vom kanadischen Premierminister John Macdonald zum Senator ernannt. Parallel dazu übte er bis 1876 das Amt des Provinzsekretärs aus. Knapp sechs Jahre betrieb er Bundespolitik. Der Generalgouverneur Marquess of Lorne vereidigte Haviland am 14. Juli 1879 als Vizegouverneur von Prince Edward Island. Dieses repräsentative Amt übte er bis zum 1. August 1884 aus.
Die kanadische Regierung, vertreten durch den für das Historic Sites and Monuments Board of Canada zuständigen Minister, ehrte Haviland am 29. Mai 1939 für sein Wirken als einer der „Väter der Konföderation“ und erklärte ihn zu einer „Person von nationaler historischer Bedeutung“.